# Hyōgo-ku
Hyōgo-ku (兵庫区?) è uno dei nove quartieri di Kōbe, nella prefettura di Hyōgo, sull'isola di Honshū, in Giappone.